# Campionati internazionali Rugby Europe 2016-2017
I campionati internazionali Rugby Europe 2016-17 (in inglese 2016-17 Rugby Europe International Championships) furono la 1ª edizione dei Campionati internazionali Rugby Europe, la 46ª edizione del torneo internazionale organizzato da FIRA-AER/Rugby Europe e, relativamente alla sua conference maggiore, il 46º campionato europeo di rugby a 15.
Si tenne dal 7 febbraio 2017 al 21 marzo 2017 tra 6 squadre che si affrontarono con la formula del girone unico con gare di sola andata.
Il torneo, insieme a quello successivo, servì come base per la qualificazione della zona europea alla Coppa del Mondo 2019 secondo un meccanismo che prevedeva una qualificazione diretta e una squadra, attraverso vari spareggi, da qualificare ai ripescaggi intercontinentali.
Il torneo maggiore si tenne negli stessi fine settimana del Sei Nazioni 2017 e vide la vittoria della Romania, campione europeo per la decima volta, quinta dal 2000 dopo la riforma del campionato e l'uscita dal torneo di Francia e Italia.
Il valore delle marcature, come stabilito dall’IRFB nel 1992, era: 5 punti per ciascuna meta (7 se trasformata), 3 punti per la realizzazione di ciascun calcio piazzato, idem per il drop.

## Formula
Il campionato è una piramide con diversi tornei, tutti con meccanismo di promozione e retrocessione tra i vari livelli.
- Campionato europeo propriamente detto: livello più alto del torneo, con 6 squadre[4] la prima classificata delle quali fregiantesi del titolo di campione d'Europa.
- Trofeo europeo, secondo livello, anch'esso con 6 squadre, la prima delle quali destinata a giocare lo spareggio promozione contro l'ultima classificata del campionato europeo[4], mentre invece l'ultima classificata retrocessa direttamente al livello inferiore.
- Conference europea 1[4], terzo livello, ripartita su due gironi geografici, Conference 1 nord e Conference 1 sud, con una vincitrice promossa al livello superiore determinata dallo spareggio tra le prime classificate dei due gironi, e due retrocesse nella serie inferiore, le ultime classificate di ciascun girone;
- Conference europea 2[4], quarto livello, ripartita come la Conference 1 su due geografici, Conference 2 nord e Conference 2 sud, con due promosse al livello superiore, le prime di ogni girone, e una retrocessa nella serie inferiore.
- Sviluppo (Development League): destinata alle federazioni emergenti, quinto livello europeo, con una promossa al livello superiore.

Tutti i tornei si disputarono con il metodo del girone all'italiana in gara unica e il sistema di punteggio dell'Emisfero Sud con 4 punti a vittoria per partita, 2 per il pari, 0 per la sconfitta, uno per l'eventuale marcatura di 3 o più mete rispetto all'avversario in un incontro singolo e un ulteriore punto per l'eventuale sconfitta con sette o meno punti di scarto.
Al vincitore di tutte le partite del girone fu accordato un punto supplementare.

## Squadre partecipanti
| Campionato europeo | Trofeo europeo | Conference 1    | Conference 1   | Conference 2    | Conference 2         | Sviluppo   |
| Campionato europeo | Trofeo europeo | Conference Nord | Conference Sud | Conference Nord | Conference Sud       | Sviluppo   |
| ------------------ | -------------- | --------------- | -------------- | --------------- | -------------------- | ---------- |
| Belgio             | Moldavia       | Lettonia        | Andorra        | Danimarca       | Austria              | Bulgaria   |
| Georgia            | Paesi Bassi    | Lituania        | Cipro          | Estonia         | Bosnia ed Erzegovina | Montenegro |
| Germania           | Polonia        | Lussemburgo     | Croazia        | Finlandia       | Serbia               | Slovacchia |
| Romania            | Portogallo     | Rep. Ceca       | Israele        | Norvegia        | Slovenia             |            |
| Russia             | Svizzera       | Svezia          | Malta          | Ungheria        | Turchia              |            |
| Spagna             | Ucraina        |                 |                |                 |                      |            |

## Campionato europeo

### 1ª giornata
| Arbitro: | Maxime Chalon |

|                                                  |      |                                                   |
| tecnica 34’ Otto 36’ Barber 57’, 70’ Coetzee 74’ | mt   | 19’, 46’ A. Ursache 23’ J. Umaga 29’, 49’ Dumitru |
| Parkinson 34’, 36’, 57’, 70’, 74’                | tr   | 19’, 23’, 29’, 46’, 49’ Vlaicu                    |
| Parkinson 7’                                     | c.p. | 3’ Vlaicu                                         |
| Parkinson 18’                                    | drop |                                                   |

| Arbitro: | Ben Whitehouse |

|                      |      |                                                            |
|                      | mt   | 21’ Tkhilaishvili 37’ Koshadze 74’ tecnica 80+10’ Gorgadze |
|                      | tr   | 21’, 37’, 74’ Kvirikashvili 80+10’ Malaghuradze            |
| A. Williams 42’, 56’ | c.p. | 12’ Kvirikashvili                                          |

| Arbitro: | Dudley Phillips |

|                        |      |                   |
| Gibouin 7’             | mt   |                   |
| Linklater 7’           | tr   |                   |
| Linklater 5’, 20’, 80’ | c.p. | 11’, 34’ Kušnarëv |

### 2ª giornata
| Arbitro: | Elia Rizzo |

|                 |      |               |
| Vlaicu 15’      | mt   |               |
| Vlaicu 15’      | tr   |               |
| Vlaicu 28’, 56’ | c.p. | 19’ Linklater |

| Arbitro: | Salem Attalah |

|                        |      |                                     |
| Muric 36’ Demolder 45’ | mt   | 2’ Gresev 9’ Garbuzov 80’ Gerasimov |
| A. Williams 45’        | tr   | 2’, 80’ Kušnarëv                    |
| A. Williams 5’, 61’    | c.p. | 55’, 67’ Kušnarëv                   |

| Arbitro: | Max Burlet |

|                                                                                      |      |                   |
| Koshadze 3’, 27’ Pruidze 17’ Tkhilaishvili 47’, 68’ Gorgadze 56’, 64’ Sharikadze 80’ | mt   |                   |
| Kvirikashvili 3’, 17’, 27’, 68’ Koshadze 80’                                         | tr   |                   |
|                                                                                      | c.p. | 8’, 24’ Parkinson |

### 3ª giornata
| Arbitro: | Sean Gallagher |

|              |      |                                            |
| Morozov 79’  | mt   | 7’ Badiu 26’ Lemnaru 69’ Popârlan 80’ Rose |
| Kušnarëv 79’ | tr   | 7’, 26’ Vlaicu                             |
| Kušnarëv 40’ | c.p. | 45’, 47’ Calafeteanu                       |

| Arbitro: | Craig Evans |

|               |      |                              |
| Canosa 49’    | mt   | 22’ Nemsadze 57’ Matiashvili |
| Linklater 49’ | tr   | 22’, 52’ Kvirikashvili       |
| Linklater 2’  | c.p. | 20’, 78’ Kvirikashvili       |

| Arbitro: | Iñigo Atorrasagasti |

|                                       |      |                                      |
| Otto 6’ Armstrong 33’, 45’ Murphy 67’ | mt   | 52’ A. Williams 60’ Pearce 77’ Muric |
| Parkinson 6’, 33’, 45’, 67’           | tr   | 52’ A. Williams                      |
| Parkinson 9’, 20’                     | c.p. | 3’, 15’, 65’, 80’ A. Williams        |

### 4ª giornata
| Arbitro: | Claudio Blessano |

|                           |      |                                                 |
| Reynaert 42’ De Clerq 54’ | mt   | 9’, 20’ Cobden 49’ Lucaci 71’ Gordas 77’ Vlaicu |
| A. Williams 42’, 54’      | tr   | 9’, 49’, 71’ Vlaicu 20’ Surugiu                 |
| A. Williams 66’           | c.p. |                                                 |

| Arbitro: | Lloyd Linton |

|                    |      |                                                  |
| Otto 53’ Marks 67’ | mt   | 4’ Linklater 26’ Casteglioni 36’ Jorba 39’ Rouet |
| Parkinson 67’      | tr   | 4’, 26’, 39’ Linklater                           |
| Parkinson 10’      | c.p. | 13’, 67’ Linklater                               |

| Arbitro: | Ian Tempest |

|                                                |    |                        |
| Koshadze 4’ Lobzhanidze 26’, 50’ Kacharava 67’ | mt | 54’ Gajsin 75’ Fedotko |
| Kvirikashvili 4’, 26’, 50’, 67’                | tr | 54’, 75’ Kušnarëv      |

### 5ª giornata
| Arbitro: | Vlad Iordachescu |

|                                      |      |  |
| Villanueva 10’ Perrin 17’ Gavidi 65’ | mt   |  |
| Linklater 10’, 17’, 65’              | tr   |  |
| Linklater 2’, 35’, 67’               | c.p. |  |

| Arbitro: | Cédric Marchat |

|                                                                                              |      |                               |
| Gajsin 3’ Simplikevič 31’ Gerasimov 41’, 72’ Elgin 57’ Artem’ev 64’ Krotov 67’ Michalcov 75’ | mt   | 11’ Mathurin 60’, 80’ Coetzee |
| Kušnarëv 3’, 41’, 57’, 72’, 75’ Gajsin 64’                                                   | tr   | 11’ Mathurin 60’ Aounallah    |
|                                                                                              | c.p. | 47’, 54’ Parkinson            |

| Arbitro: | Luke Pearce |

|            |      |                   |
| Fercu 4’   | mt   | 37’ Sharikadze    |
|            | tr   | 37’ Kvirikashvili |
| Vlaicu 51’ | c.p. |                   |

#### Classifica
| Pos | Squadra  | G | V | N | P | PF  | PS  | DP  | BMP | Pt |
| --- | -------- | - | - | - | - | --- | --- | --- | --- | -- |
| 1   | Romania  | 5 | 4 | 0 | 1 | 122 | 78  | +44 | 3   | 19 |
| 2   | Georgia  | 5 | 4 | 0 | 1 | 136 | 44  | +92 | 3   | 19 |
| 3   | Spagna   | 5 | 3 | 0 | 2 | 91  | 54  | +37 | 1   | 13 |
| 4   | Russia   | 5 | 2 | 0 | 3 | 107 | 117 | −10 | 1   | 9  |
| 5   | Germania | 5 | 2 | 0 | 3 | 121 | 201 | −80 | 0   | 8  |
| 6   | Belgio   | 5 | 0 | 0 | 5 | 70  | 153 | −83 | 2   | 2  |

## Trofeo europeo
| Data       | Incontro                 | Risultato | Sede            |
| ---------- | ------------------------ | --------- | --------------- |
| 24-9-2016  | Polonia ― Ucraina        | 22–0      | Lublino         |
| 5-11-2016  | Ucraina ― Paesi Bassi    | 12–54     | Leopoli         |
| 12-11-2016 | Moldavia ― Ucraina       | 54–15     | Bălți           |
| 19-11-2016 | Paesi Bassi ― Moldavia   | 44–17     | Amsterdam       |
| 19-11-2016 | Svizzera ― Portogallo    | 10–28     | Yverdon         |
| 26-11-2016 | Svizzera ― Moldavia      | 29–26     | Yverdon         |
| 18-2-2017  | Portogallo ― Polonia     | 35–10     | Lisbona         |
| 4-3-2017   | Paesi Bassi ― Portogallo | 10–26     | Amsterdam       |
| 11-3-2017  | Portogallo ― Moldavia    | 59–0      | Lisbona         |
| 12-3-2017  | Svizzera ― Ucraina       | 54–18     | Plan-les-Ouates |
| 18-3-2017  | Moldavia ― Polonia       | 3–15      | Anenii Noi      |
| 18-3-2017  | Paesi Bassi ― Svizzera   | 38–25     | Amsterdam       |
| 1-4-2017   | Ucraina ― Portogallo     | 7–31      | Odessa          |
| 8-4-2017   | Polonia ― Paesi Bassi    | 14–13     | Varsavia        |
| 22-4-2017  | Polonia ― Svizzera       | 12–22     | Varsavia        |

|               | Classifica  | G | V | N | P | PF  | PS  | P±   | B | PT |
| ------------- | ----------- | - | - | - | - | --- | --- | ---- | - | -- |
|               | Portogallo  | 5 | 5 | 0 | 0 | 179 | 37  | +142 | 4 | 25 |
|               | Paesi Bassi | 5 | 3 | 0 | 2 | 159 | 94  | +65  | 3 | 15 |
|               | Svizzera    | 5 | 3 | 0 | 2 | 140 | 122 | +18  | 1 | 13 |
|               | Polonia     | 5 | 3 | 0 | 2 | 73  | 73  | 0    | 0 | 12 |
|               | Moldavia    | 5 | 1 | 0 | 4 | 100 | 162 | -62  | 2 | 6  |
| Retrocessione | Ucraina     | 5 | 0 | 0 | 5 | 52  | 215 | -163 | 0 | 0  |

## Spareggio campionato europeo / trofeo europeo
| Arbitro: | Frank Murphy |

|                                      |      |                            |
| Benoy 6’ Reynaert 8’, 67’ Dienst 45’ | mt   | 21’ Mendez 25’ Bettencourt |
| A. Williams 6’, 8’, 45’              | tr   | 21’ Bettencourt            |
| A. Williams 72’                      | c.p. | 35’, 56’ Bettencourt       |

## Conference 1

### Conference 1 Nord
| Data       | Incontro                | Risultato | Sede        |
| ---------- | ----------------------- | --------- | ----------- |
| 3-9-2016   | Svezia ― Rep. Ceca      | 14–56     | Enköping    |
| 22-10-2016 | Lettonia ― Lussemburgo  | 31–24     | Riga        |
| 5-11-2016  | Lituania ― Lettonia     | 11–6      | Kaunas      |
| 5-11-2016  | Lussemburgo ― Svezia    | 0–19      | Lussemburgo |
| 12-11-2016 | Rep. Ceca ― Lituania    | 15–6      | Praga       |
| 15-4-2017  | Rep. Ceca ― Lettonia    | 54–3      | Praga       |
| 22-4-2017  | Lituania ― Lussemburgo  | 24–12     | Vilna       |
| 29-4-2017  | Lettonia ― Svezia       | 16–9      | Riga        |
| 6-5-2017   | Svezia ― Lituania       | 14–52     | Enköping    |
| 6-5-2017   | Lussemburgo ― Rep. Ceca | 3–33      | Lussemburgo |

|               | Classifica  | G | V | N | P | PF  | PS  | P±  | B | PT |
| ------------- | ----------- | - | - | - | - | --- | --- | --- | - | -- |
|               | Rep. Ceca   | 4 | 4 | 0 | 0 | 158 | 26  | 132 | 3 | 20 |
|               | Lituania    | 4 | 3 | 0 | 1 | 93  | 45  | 48  | 2 | 14 |
|               | Lettonia    | 4 | 2 | 0 | 2 | 56  | 98  | -42 | 1 | 9  |
|               | Svezia      | 4 | 1 | 0 | 3 | 56  | 124 | -68 | 2 | 6  |
| Retrocessione | Lussemburgo | 4 | 0 | 0 | 4 | 39  | 107 | -68 | 1 | 1  |

### Conference 1 Sud
| Data       | Incontro          | Risultato | Sede     |
| ---------- | ----------------- | --------- | -------- |
| 22-10-2016 | Andorra ― Malta   | 15–63     | Andorra  |
| 29-10-2016 | Malta ― Cipro     | 31–3      | Paola    |
| 29-10-2016 | Croazia ― Andorra | 47–15     | Spalato  |
| 5-11-2016  | Israele ― Croazia | 23–16     | Netanya  |
| 12-11-2016 | Cipro ― Israele   | 28–38     | Pafo     |
| 11-2-2017  | Andorra ― Cipro   | 15–14     | Andorra  |
| 8-4-2017   | Israele ― Andorra | 57–17     | Netanya  |
| 22-4-2017  | Malta ― Israele   | 39–17     | Paola    |
| 29-4-2017  | Croazia ― Malta   | 14–14     | Zagabria |
| 6-5-2017   | Cipro ― Croazia   | 27–29     | Pafo     |

|               | Classifica | G | V | N | P | PF  | PS  | P±   | B | PT |
| ------------- | ---------- | - | - | - | - | --- | --- | ---- | - | -- |
|               | Malta      | 4 | 3 | 1 | 0 | 147 | 49  | 98   | 3 | 17 |
|               | Israele    | 4 | 3 | 0 | 1 | 135 | 100 | 35   | 2 | 14 |
|               | Croazia    | 4 | 2 | 1 | 1 | 106 | 79  | 27   | 2 | 12 |
|               | Andorra    | 4 | 1 | 0 | 3 | 62  | 181 | -119 | 0 | 4  |
| Retrocessione | Cipro      | 4 | 0 | 0 | 4 | 72  | 113 | -41  | 2 | 2  |

### Finale Conference 1
| Arbitro: | Thomas Charabas |

|                                                                              |      |                      |
| Pantůček 7’, 22’ Loutocký 19’ Calderoni 34’ Schutz 54’ Forst 80+8’ Havel 78’ | mt   | 24’ Watts 47’ Cassar |
| Forst 7’, 19’, 54’, 78’, 80+8’                                               | tr   | 24’, 47’ Morris      |
| Forst 65’                                                                    | c.p. |                      |

## Conference 2

### Conference 2 Nord
| Data       | Incontro              | Risultato | Sede      |
| ---------- | --------------------- | --------- | --------- |
| 1-10-2016  | Estonia ― Ungheria    | 5–53      | Tallinn   |
| 8-10-2016  | Norvegia ― Finlandia  | 48–31     | Oslo      |
| 8-10-2016  | Ungheria ― Danimarca  | 25–13     | Esztergom |
| 22-10-2016 | Finlandia ― Estonia   | 51–6      | Helsinki  |
| 22-10-2016 | Danimarca ― Norvegia  | 20–0      | Odense    |
| 22-4-2017  | Danimarca ― Finlandia | 53–5      | Odense    |
| 22-4-2017  | Ungheria ― Norvegia   | 42–7      | Esztergom |
| 29-4-2017  | Estonia ― Danimarca   | 12–75     | Tallinn   |
| 6-5-2017   | Finlandia ― Ungheria  | 5–37      | Helsinki  |
| 6-5-2017   | Norvegia ― Estonia    | 43–16     | Stavanger |

|  | Classifica | G | V | N | P | PF  | PS  | P±   | B | PT |
|  | ---------- | - | - | - | - | --- | --- | ---- | - | -- |
|  | Ungheria   | 4 | 4 | 0 | 0 | 157 | 30  | 127  | 3 | 20 |
|  | Danimarca  | 4 | 3 | 0 | 1 | 161 | 42  | 119  | 3 | 15 |
|  | Norvegia   | 4 | 2 | 0 | 2 | 98  | 109 | -11  | 1 | 9  |
|  | Finlandia  | 4 | 1 | 0 | 3 | 92  | 144 | -52  | 1 | 5  |
|  | Estonia    | 4 | 0 | 0 | 4 | 39  | 222 | -183 | 0 | 0  |

### Conference 2 Sud
| Data       | Incontro                        | Risultato | Sede     |
| ---------- | ------------------------------- | --------- | -------- |
| 8-10-2016  | Austria ― Bosnia ed Erzegovina  | 29–22     | Vienna   |
| 29-10-2016 | Slovenia ― Serbia               | 74–13     | Lubiana  |
| 8-4-2017   | Slovenia ― Bosnia ed Erzegovina | 15–22     | Lubiana  |
| 22-4-2017  | Austria ― Slovenia              | 13–0      | Vienna   |
| 22-4-2017  | Bosnia ed Erzegovina ― Serbia   | 21–10     | Zenica   |
| 29-4-2017  | Serbia ― Austria                | 29–12     | Belgrado |

|        | Classifica           | G | V | N | P | PF | PS  | P±  | B | PT |
| ------ | -------------------- | - | - | - | - | -- | --- | --- | - | -- |
|        | Bosnia ed Erzegovina | 3 | 2 | 0 | 1 | 65 | 54  | 11  | 1 | 9  |
|        | Austria              | 3 | 2 | 0 | 1 | 54 | 51  | 3   | 0 | 8  |
|        | Slovenia             | 3 | 1 | 0 | 2 | 89 | 48  | 41  | 2 | 6  |
|        | Serbia               | 3 | 1 | 0 | 2 | 52 | 107 | -55 | 0 | 4  |
| Ritiro | Turchia              | — | — | — | — | —  | —   | —   | — | —  |

## Divisione Sviluppo
| Data      | Incontro                | Risultato | Sede  |
| --------- | ----------------------- | --------- | ----- |
| 14-5-2017 | Montenegro ― Slovacchia | 20–32     | Teodo |
| 17-5-2017 | Bulgaria ― Slovacchia   | 22–20     | Teodo |
| 20-5-2017 | Montenegro ― Bulgaria   | 42–19     | Teodo |

|  | Classifica | G | V | N | P | PF | PS | P±  | B | PT |
|  | ---------- | - | - | - | - | -- | -- | --- | - | -- |
|  | Slovacchia | 2 | 1 | 0 | 1 | 52 | 42 | +10 | 1 | 5  |
|  | Montenegro | 2 | 1 | 0 | 1 | 62 | 51 | +11 | 1 | 5  |
|  | Bulgaria   | 2 | 1 | 0 | 1 | 41 | 62 | -21 | 0 | 4  |